# Chiesa di Santa Maria delle Grazie (Angri)

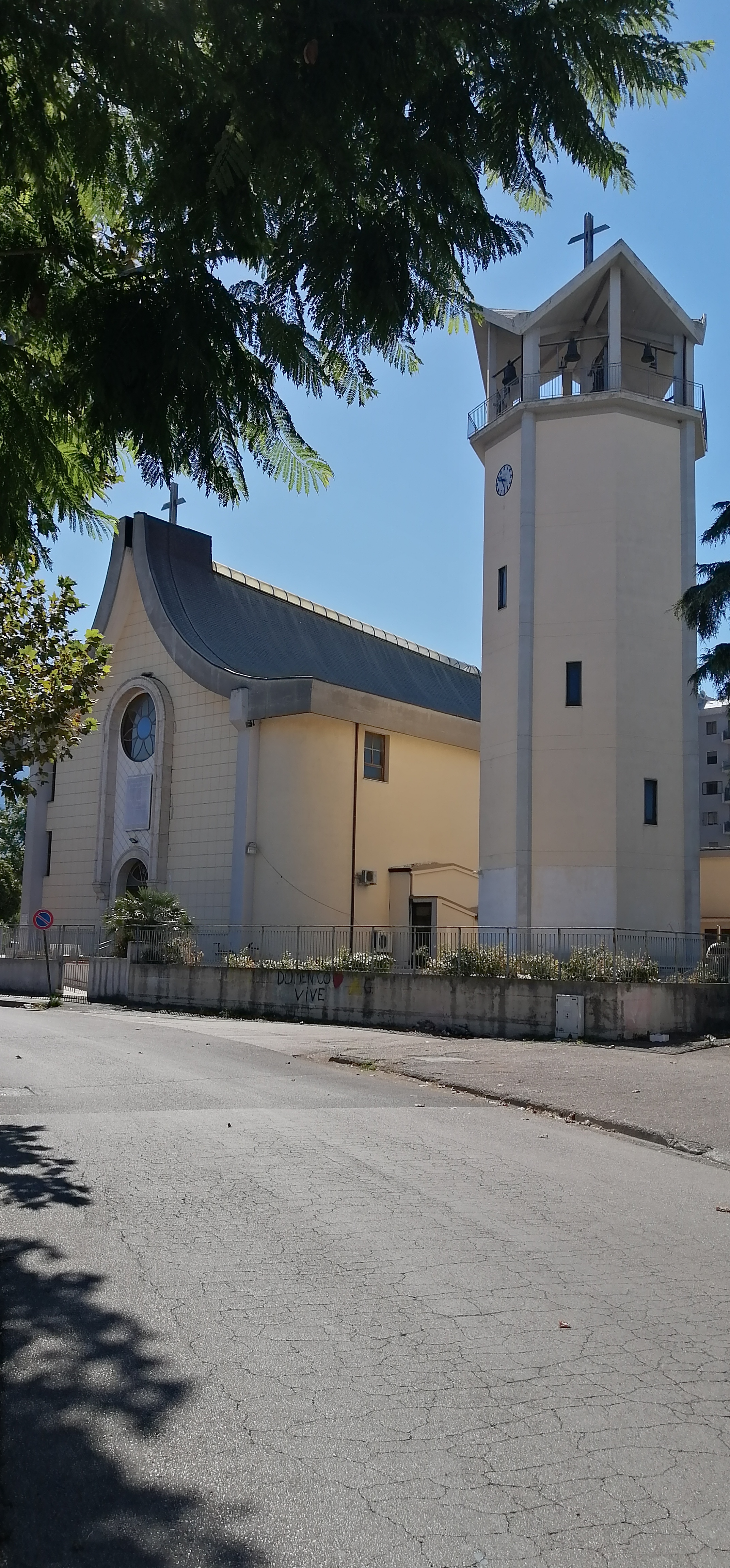
Facciata della nuova chiesa di Santa Maria delle Grazie con il campanile adiacente. Aperta al culto il 18 giugno 2005, situata a poche centinaia di metri dall'antica cappella.

La chiesa di Santa Maria delle Grazie è un luogo di culto cattolico di Angri, in provincia di Salerno. La parrocchia locale in precedenza era situata nella prima chiesetta che sorgeva lontano dal centro abitato, nelle campagne di Angri, ora inagibile. Attualmente la parrocchia e le funzioni religiose sono state spostate nella nuova chiesa sorta qualche centinaio di metri distante dall'antica struttura religiosa. 

## Storia

### L'antica chiesa di Santa Maria delle Grazie
L'antica chiesetta di Santa Maria delle Grazie o Madonna delle Grazie è una piccola chiesa, con una stanza, che sorge nelle campagne di Angri, in via del Maio. Al suo interno vi è oltre alla stanza delle cerimonie, la stanza connessa della sagrestia, posta vicino al suo unico ingresso principale, visibilissima anche dall'esterno dell'edificio. La sua costruzione dell'edificio è stata voluta dalla famiglia Montefusco nel XIX secolo. La Madonna delle Grazie alla quale è dedicata la chiesetta, è stata dichiarata protettrice delle Manifatture Cotoniere Meridionali (MCM) nel 1830 (anno di fondazione delle industrie nel suolo angrese).

### Furti alla cappella
La chiesa si presenta di modeste dimensioni, sopra alla sua facciata era presente una piccola campana in ferro battuta con affissa una croce, ora mancante perché trafugata dai ladri il 24 agosto del 2020.

### Le prime ristrutturazioni
Nel 1947 venne effettuato un primo piano di restauro della cappella, di cui vi è attestato grazie ad una lapide che vi si trova al suo interno.

### Recupero della cappella
Nel 2013 è stata lanciata una petizione per il recupero e la ristrutturazione della chiesetta perché, attualmente versa in stato di abbandono da circa un ventennio.

### Fumetti
- Luigi Giordano (testi), Luigi Giordano (disegni); Storia della Chiesa Madonna delle Grazie, in Edizione Comune Angri n. 1, Edizione Comune Angri, Angri (SA), 2010.